# لپرکان: ریشه‌ها
لپرکان: ریشه‌ها (انگلیسی: Leprechaun: Origins) فیلمی در ژانر ترسناک، فانتزی، و کمدی ترسناک است که در سال ۲۰۱۴ منتشر شد. از بازیگران آن می‌توان به هورنس ووگل اشاره کرد.

## خلاصه داستان
دو زوج جوان یکی از افسانه‌های معروف ایرلند را که یک واقعیت وحشتناک است را کشف می‌کنند و …